# Waldemar Kocoń

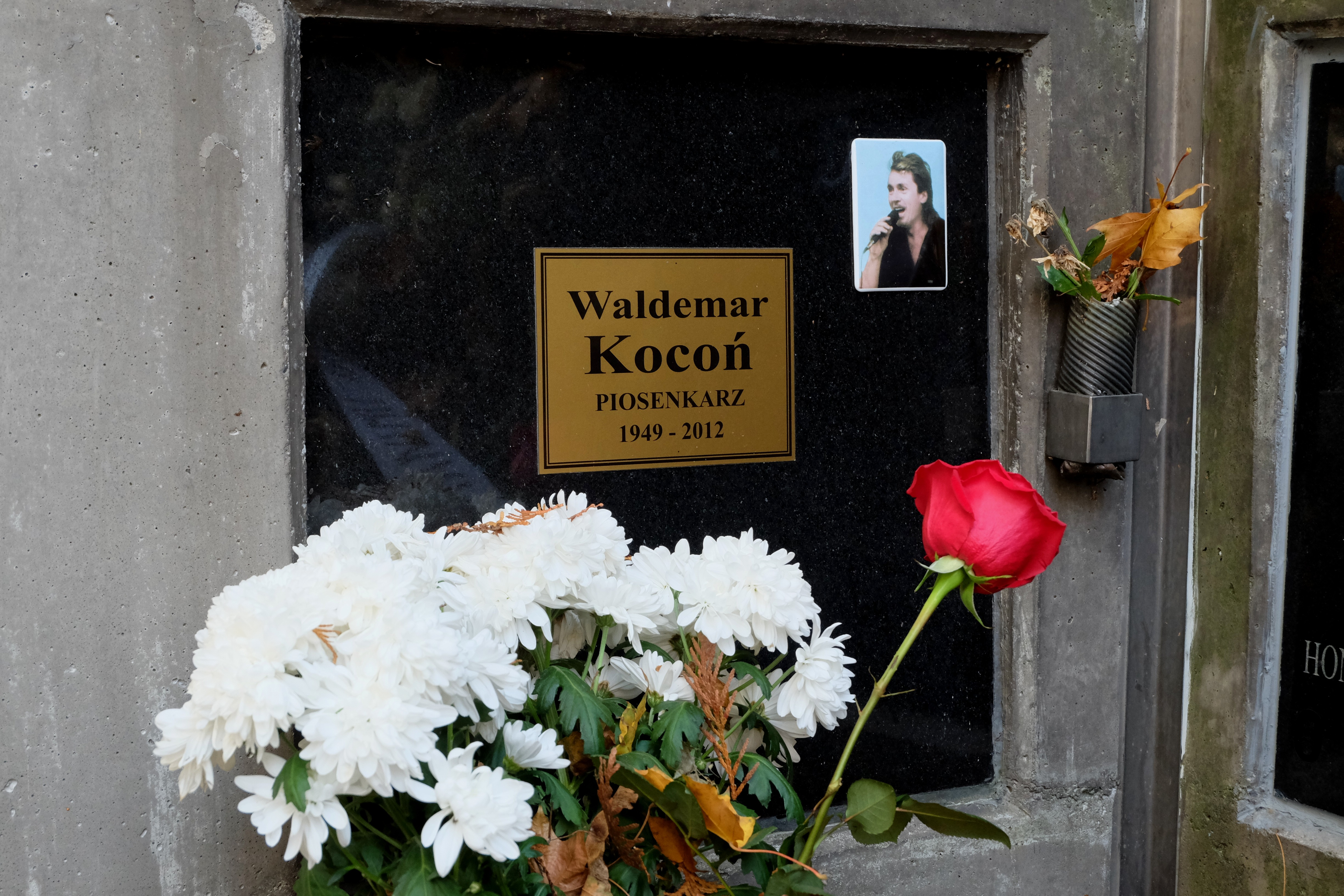
Grób piosenkarza w kolumbarium na Cmentarzu Wojskowym na Powązkach

Waldemar Jerzy Kocoń (ur. 17 kwietnia 1949 w Warszawie, zm. 3 września 2012 w Grodzisku Mazowieckim) – polski piosenkarz, autor piosenek.

## Życiorys
Był absolwentem średniej szkoły muzycznej w Warszawie (Wydział Estradowy pod kierunkiem Zbigniewa Rymarza). Debiutował w Klubie Studentów UW Hybrydy. Zdobył I nagrodę na Kiermaszu Piosenki Studenckiej (Wracaj, muz. J. Pilecki, sł. R. Bogdan, 1969). 
Po zajęciu I miejsca w programie telewizyjnym Proszę dzwonić (1969) otrzymał propozycje współpracy z radiem, telewizją, Pagartem, Stołeczną Estradą, Polskimi Nagraniami. W lipcu 1969 roku otrzymał wyróżnienie w kategorii amatorów na III Festiwalu Piosenki Żołnierskiej w Kołobrzegu i często w latach późniejszych tam gościł już jako piosenkarz zawodowy. Narodziły się wówczas w jego wykonaniu przeboje: Jadę na urlop (1971), Kocham listy od ciebie (1972), Dobry to czas (1973), Piosenka w polowym mundurze (1976) zawsze ciepło przyjmowane przez publiczność i często „bisowane”. W 1971 roku zarejestrował debiutancki singel dla wytwórni Muza. Brał udział w wielu krajowych i zagranicznych festiwalach, zdobywając nagrody i wyróżnienia. Występował w Polsce, w Niemczech, w krajach byłego Związku Radzieckiego, w Bułgarii, byłej Czechosłowacji. Wielokrotnie wyjeżdżał na występy dla Polonii w USA i Kanadzie.
W listopadzie 1981 wyjechał do Nowego Jorku. Rok później zamieszkał w Chicago. Prowadził w ośrodkach polonijnych własny program One Man Show i własny program radiowy Kocoń przed północą (od 1991 roku).
Wydał 17 płyt, m.in.: Waldemar Kocoń (1974), O samym sobie (1975), Wielki romans (1978), Znaki miłości (1995), Przeobrażenia (2000), Dla Ciebie Polsko, Tobie Ameryko (2002), Wyznania najcichsze (2004), Dla Ciebie Polsko (2006), Zagrożenia (2007), Nie wierzę (2012). 
Na wniosek artystów, twórców i producentów Polskiego Stowarzyszenia Estradowego otrzymał statuetkę Prometeusza za najwyższe osiągnięcia artystyczne i twórcze dla sztuki estradowej. 
Po 19 latach Waldemar Kocoń powrócił do kraju. Poza występami działał na rzecz ochrony zwierząt. Prowadził także hodowlę serwali. 
Artysta zmarł na białaczkę w szpitalu w Grodzisku Mazowieckim. 10 września 2012 prochy Koconia spoczęły w kolumbarium na warszawskim Cmentarzu Wojskowym na Powązkach (kwatera B29-4-34). Zgodnie z życzeniem artysty pogrzeb miał charakter świecki.